# Tales (Indonesië)
Tales is een bestuurslaag in het regentschap Kediri van de provincie Oost-Java, Indonesië. Tales telt 9525 inwoners (volkstelling 2010).